# Máscara laríngea

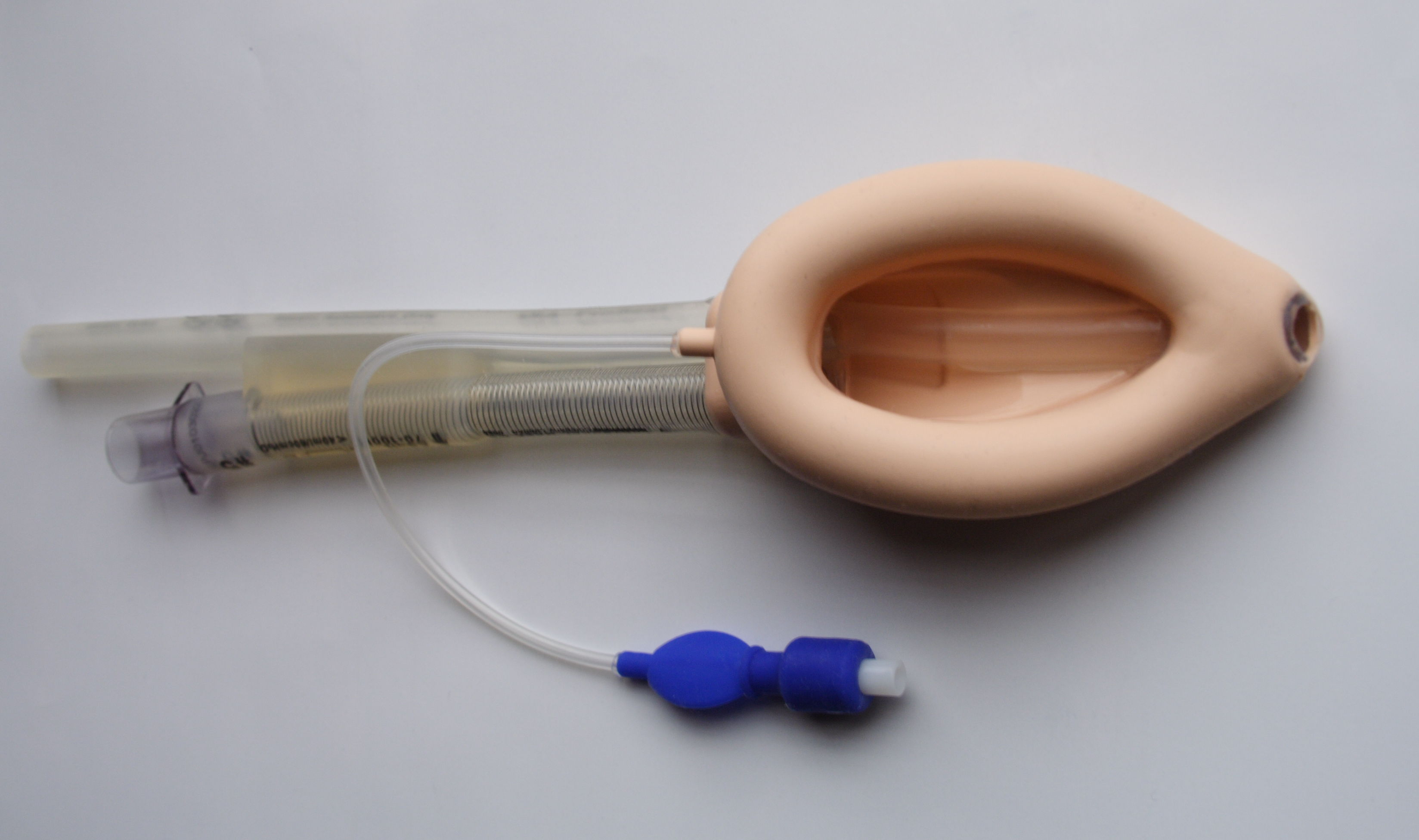
Máscara laríngea

A máscara laríngea é um dispositivo utilizado na área médica, para realização de ventilação pulmonar na manipulação da via aérea difícil ou como alternativa a intubação oro-traqueal com sonda endotraqueal durante a anestesia geral.
A primeira máscara laríngea foi inventada pelo médico anestesiologista inglês Archie Brain, em 1981, após estudos anatômicos da laringe humana.